# Dimitrios Petrokokkinis
Dimitrios Petrokokkinos (in greco Δημήτριος Πετροκόκκινος?; Ilford, 17 aprile 1878 – Città del Capo, 10 maggio 1942) è stato un tennista greco.

## Carriera
Partecipò alle gare di tennis delle prime Olimpiadi moderne che si svolsero ad Atene. Vinse la medaglia d'argento, in coppia con Dionysios Kasdaglis, nel doppio, battuti in finale John Pius Boland e Friedrich Traun. Nel torneo singolare, venne sconfitto al primo turno da Euaggelos Rallīs.